# Лернид (Мисисипи)
Лернид (енгл. Learned) град је у америчкој савезној држави Мисисипи.

## Демографија
По попису из 2010. године број становника је 94, што је 44 (88,0%) становника више него 2000. године.
| Група             | 2000.      | 2010.      |
| Белци             | 41 (82,0%) | 86 (91,5%) |
| Афроамериканци    | 9 (18,0%)  | 5 (5,3%)   |
| Азијати           | 0 (0,0%)   | 1 (1,1%)   |
| Хиспаноамериканци | 0 (0,0%)   | 0 (0,0%)   |
| Укупно            | 50         | 94         |